# Sautron
Sautron è un comune francese di 7 066 abitanti situato nel dipartimento della Loira Atlantica nella regione dei Paesi della Loira.

## Società

### Evoluzione demografica
Abitanti censiti

## Amministrazione
| Periodo   | Nome                   | Partito | Qualità |
| --------- | ---------------------- | ------- | ------- |
| 1945-1964 | Léonce De Gibon padre  |         |         |
| 1964-1965 | Léonce De Gibon figlio |         |         |
| 1965-1995 | François Baudry        |         |         |
| 1995-2008 | Claude Bretécher       |         |         |
| 2008- ... | Marie-Cécile Gessant   |         |         |

## Galleria d'immagini

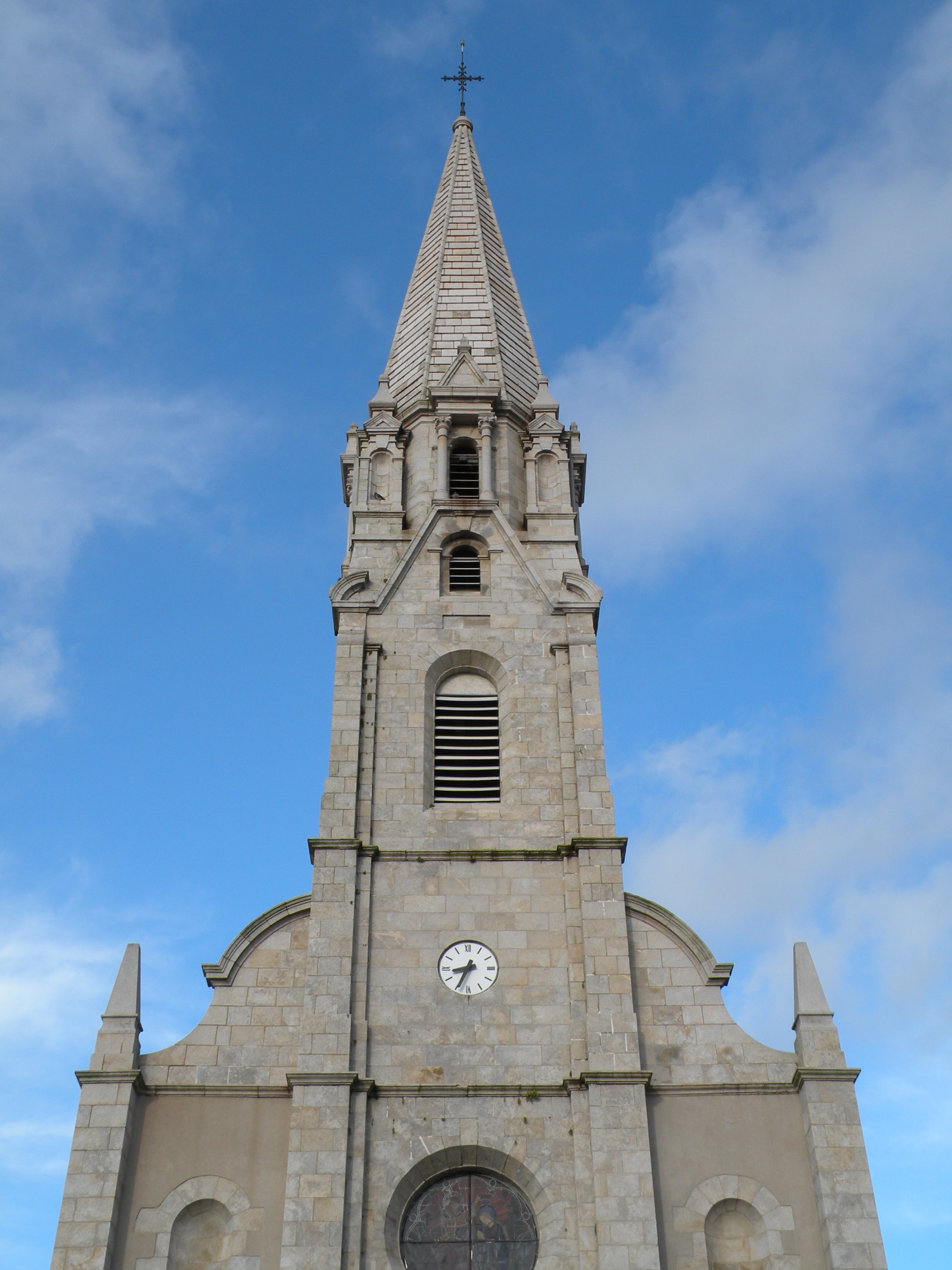
La chiesa
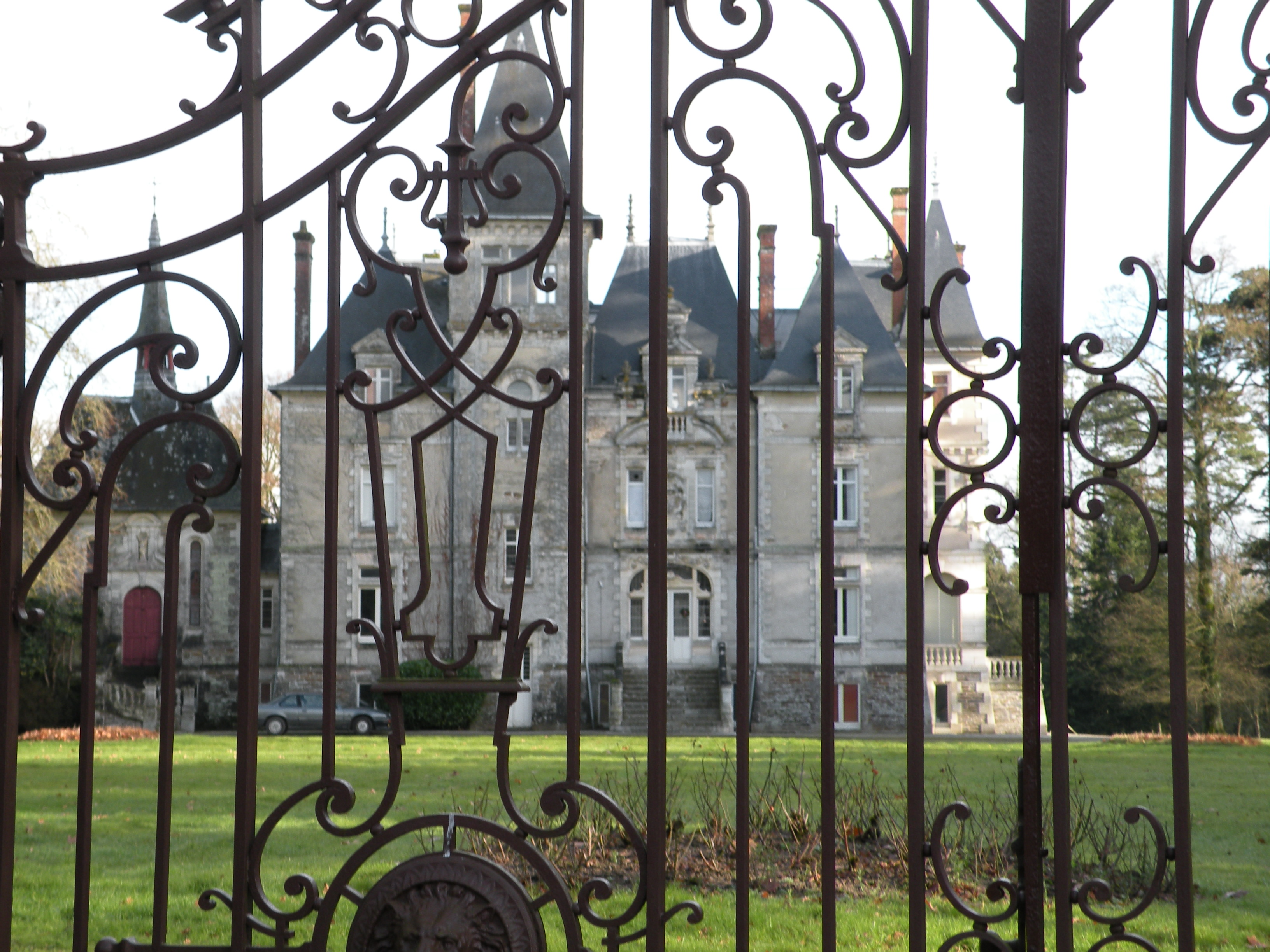
Le château des Croix
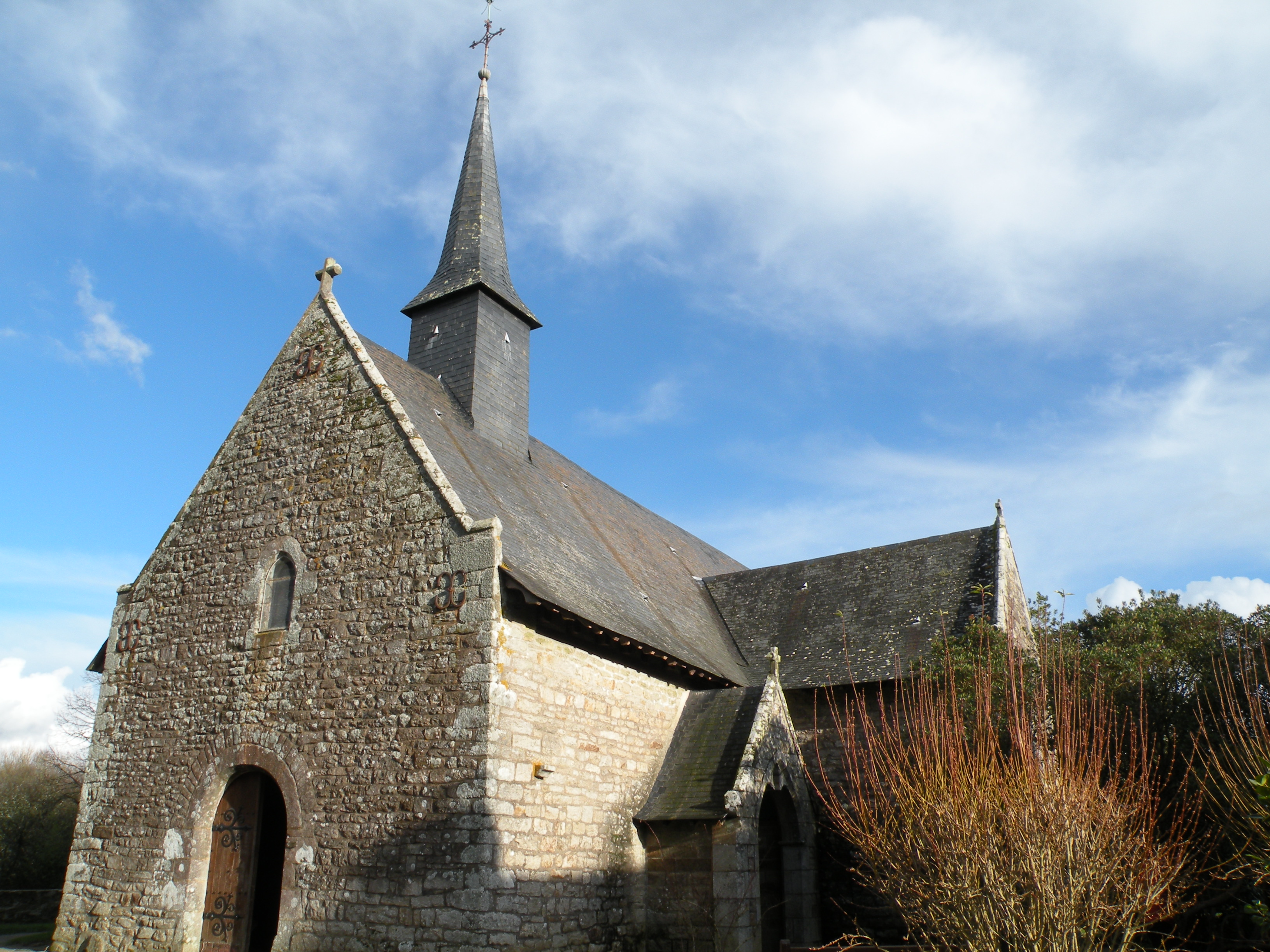
La cappella di Bongarant